# マイケル・レイディ
マイケル・レイディ（Michael Rady、1981年8月20日 - ）は、アメリカ合衆国の俳優である。マイケル・ラディと表記されることもある。

## 出演作品

### 映画
- 守護神 (映画)
- 旅するジーンズと16歳の夏
- 旅するジーンズと19歳の旅立ち
- J・エドガー

### テレビドラマ
- サイバー諜報員 〜インテリジェンス〜
- 恋するインターン（マイカ・バーンズ）
- メンタリスト シーズン4（ルーサー・ウェインライト）
- キャッスル 〜ミステリー作家は事件がお好き シーズン3
- ミディアム 霊能者アリソン・デュボア シーズン6
- メルローズ・プレイス（ジョナ･ミラー）
- GREEK〜ときめき★キャンパスライフ シーズン2
- グレイズ・アナトミー 恋の解剖学 シーズン5
- クローザー シーズン4
- ER緊急救命室 シーズン14
- CSI:ニューヨーク シーズン4
- 私立探偵マグナム シーズン5